# ناظم شمسي

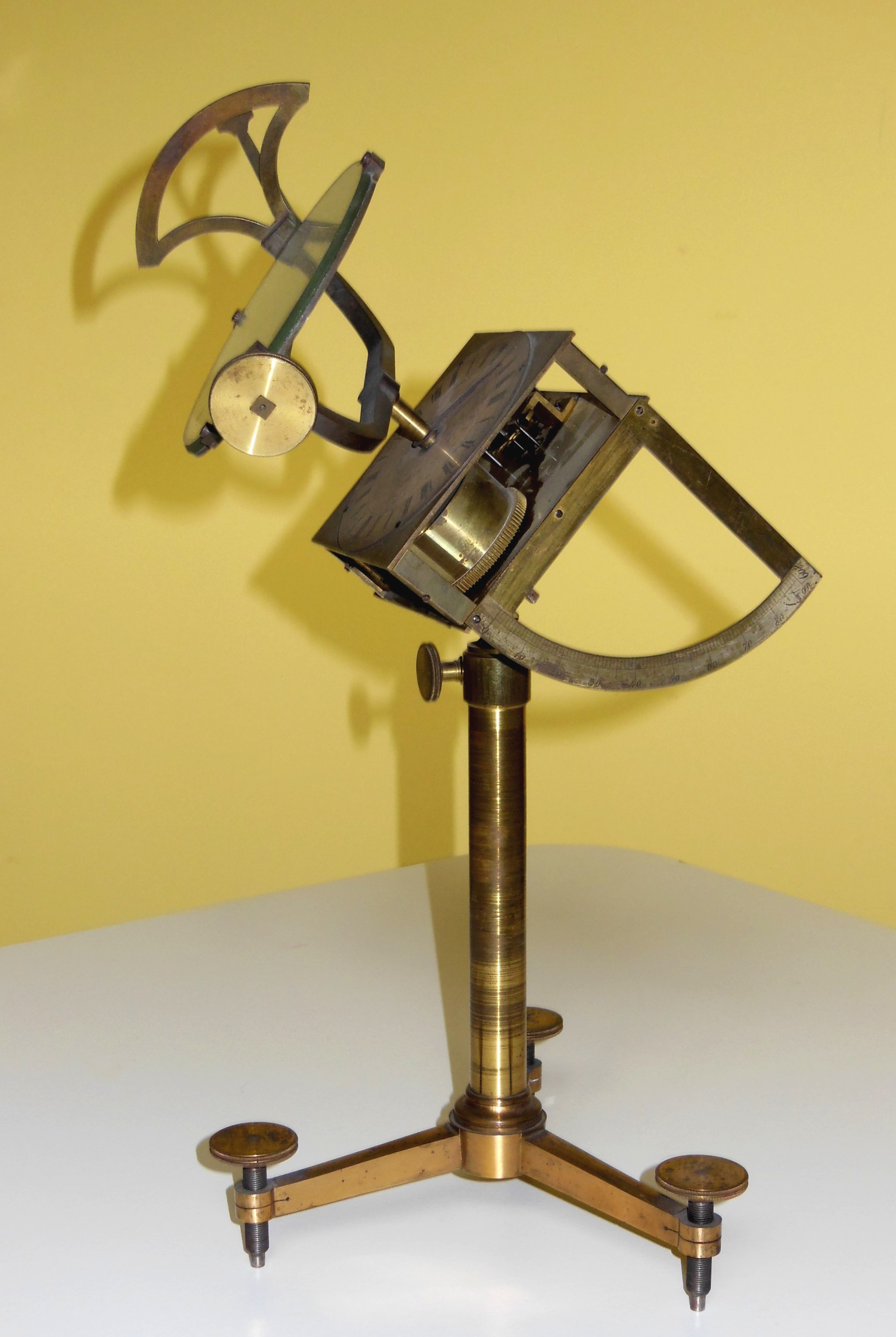
هليوستات من صنع صانع الأدوات من فيينا يوهان ميشائيل إكلينغ (قرابة عام 1850)

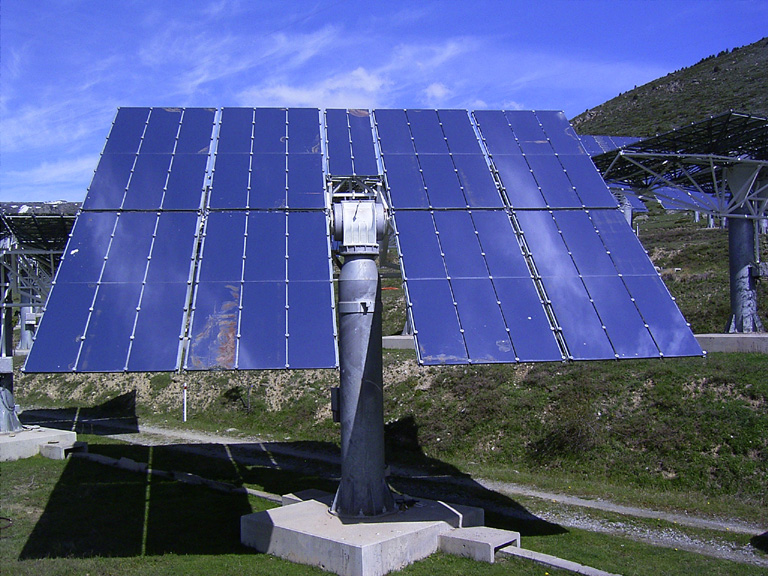
ناظم شمسي في محطة تيميس (محطة طاقة شمسية) التجريبية في فرنسا. تدور المرآة على رَكُوبَة سمتية ارتفاعية.

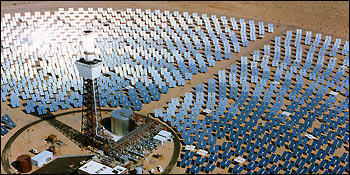
مشروع الطاقة الشمسية الحرارية سولار تو بالقرب من داغيت (كاليفورنيا)، كاليفورنيا. تعكس كل مرآة في حقل النواظم الشمسية أشعة الشمس باستمرار على المُستقبِل الموجود على البرج.

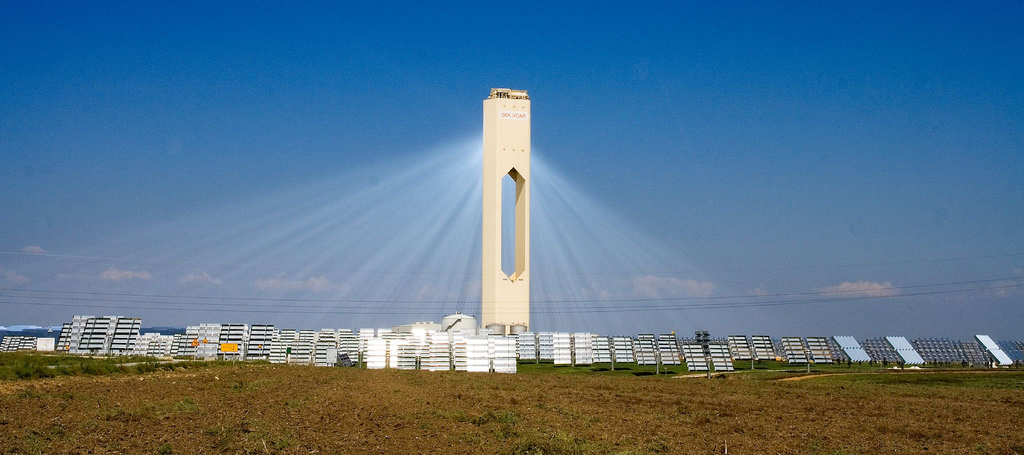
محطة الطاقة الشمسية PS10 بقدرة 11 ميغاواط بالقرب من إشبيلية في إسبانيا. عندما اُلتُقطت هذه الصورة، كان الغبار في الهواء يجعل الضوء المتقارب مرئيًا.

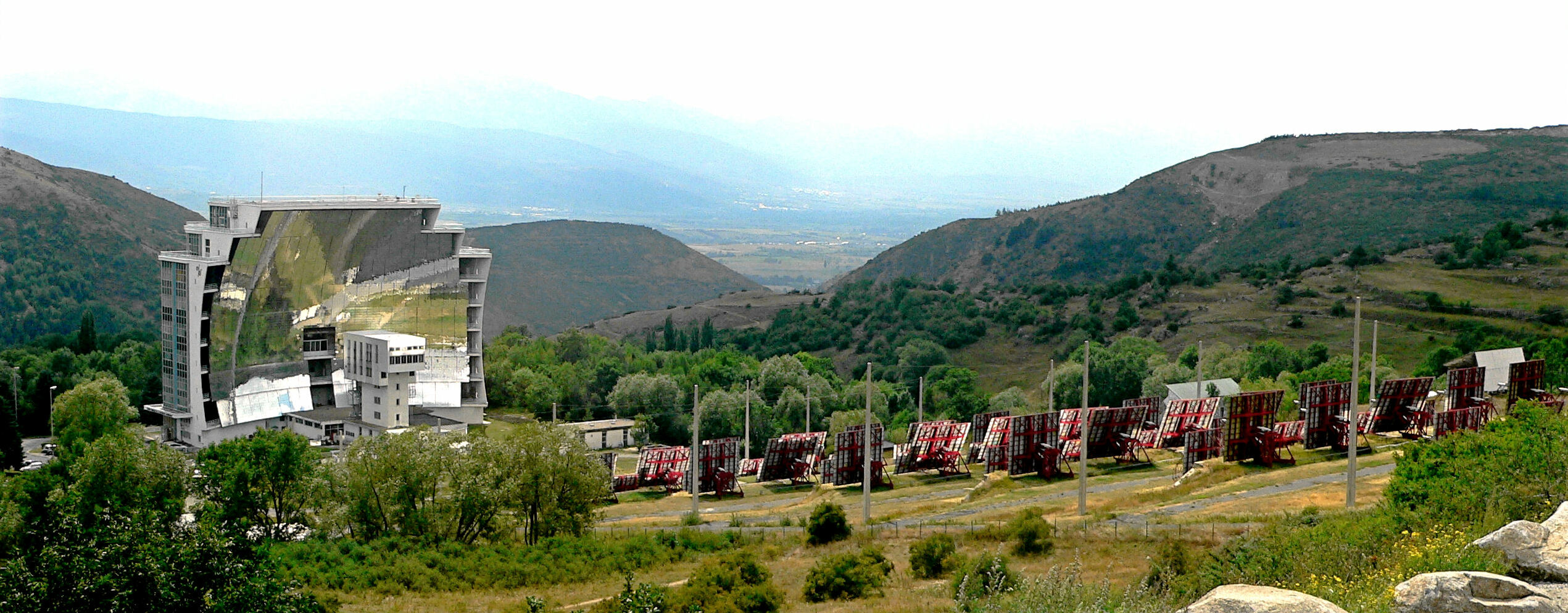
يمكن أن تصل درجات حرارة الفرن الشمسي في أوديلو في البرانس الشرقية في فرنسا إلى

الناظم الشمسي (الجمع: نواظم شمسية) أو ناظم أشعة الشمس (بالإنجليزية: Heliostat، من كلمة helios اليونانية التي تعني "الشمس"، وstat اللاتينية التي تعني "ثابت" أو "مُثبِّت") هو جهاز يتضمن مرآة، وعادة ما تكون مرآة مستوية، والتي تدور بحيث تستمر في عكس ضوء الشمس نحو هدف محدد مسبقًا، وتعويض حركات الشمس الظاهرة في السماء.
قد يكون الهدف كائنًا ماديًا بعيدًا عن الناظم الشمسي، أو اتجاهًا في الفضاء. وللقيام بذلك، يُبقى السطح العاكس للمرآة عموديًا على منصف الزاوية بين اتجاهي الشمس والهدف كما يُرى من المرآة. في كل الحالات تقريبًا، يكون الهدف ثابتًا بالنسبة للناظم الشمسي، وبالتالي ينعكس الضوء في اتجاه ثابت. وفقًا للمصادر المعاصرة، اخترع الهولندي فيليم سخرافسانده [الإنجليزية] (1688-1742) الناظم الشمسي، وكان يُطلق عليه في البداية اسم heliostata. ومن بين المتنافسين الآخرين جوفاني ألفونسو بورلي (1608-1679) ودانيال غابرييل فهرنهايت (1686-1736). يوجد في مجموعة متحف العلوم بلندن أحد نواظم أشعة الشمس التي صممها جورج جونستون ستوني.
تُستخدم معظم نواظم أشعة الشمس في الوقت الحاضر لإضاءة النهار أو لإنتاج الطاقة الشمسية المركزة، وعادة لتوليد الكهرباء. كما أنها تُستخدم أحيانًا في الطبخ الشمسي. يُستخدم عدد قليل منها تجريبياً لعكس أشعة الشمس عديمة الحركة إلى المقاريب الشمسية. قبل توفر الليزر والأضواء الكهربائية الأخرى، كانت نواظم أشعة الشمس تستخدم على نطاق واسع لإنتاج حزم ثابتة ومكثفة من الضوء لأغراض علمية وغيرها.
يُتحكم في معظم نواظم أشعة الشمس الحديثة عن طريق الحواسيب. يُعطى للحاسوب العرض والطول الجغرافيين لموضع الناظم الشمسي على الأرض، كما يُعطى له الوقت والتاريخ. ومن خلال هذه البيانات، وباستخدام النظرية الفلكية، تُحسب اتجاه الشمس كما نراها من المرآة، مثل الاتجاه الزاوي للبوصلة وزاوية الارتفاع. بعد ذلك، بالنظر إلى اتجاه الهدف، يحسب الحاسوب اتجاه منصف الزاوية المطلوب، ويرسل إشارات تحكم إلى المحركات الكهربائية، غالبًا محركات خطوية، حتى تدير المرآة إلى التراصف الصحيح. يُكرَّر هذا التسلسل من العمليات عدة مرات للحفاظ على التوجيه الصحيح للمرآة.
تشتمل المنشآت الكبيرة مثل محطات الطاقة الشمسية الحرارية على حقول نواظم أشعة الشمس التي تتكون من العديد من المرايا. يُتحكم في جميع المرايا في مثل هذا المجال عادةً بواسطة حاسوب واحد.
توجد أنواع قديمة من نواظم أشعة الشمس لا تستخدم الحواسيب، بما في ذلك تلك التي تُشَغَّل جزئيًا أو كليًا يدويًا أو بواسطة آلية الساعة، أو يُتحكم فيها بواسطة مستشعرات الضوء. أصبحت تلك الأنواع نادرة جدًا الآن.
يجب التمييز بين نواظم أشعة الشمس والمتتبعات الشمسية التي تواجه الشمس في السماء مباشرةً. ومع ذلك، تتضمن بعض الأنواع القديمة من نواظم أشعة الشمس متتبعات شمسية، إلى جانب مكونات إضافية لتنصيف زاوية الشمس والمرآة والهدف.
الناظم النجمي (بالإنجليزية: Siderostat)‏ هو جهاز مماثل صُمم لتتبع نجم أخفت، وليس الشمس.